# 持ち時間
持ち時間（もちじかん）とは、将棋、囲碁などのボードゲームをする際にあらかじめ定められた対局に使用できる時間限度のこと。持ち時間を使い切った対局者は負けとなるのが通例。対局両当事者に同じ持ち時間を定めることで公平を保ち、ゲームの途中放棄や故意の遅滞による相手への嫌がらせを排除する目的で設定される。

## 持ち時間設定

### 切れ負け
あらかじめ定めた持ち時間を過ぎると即時間切れとなる設定。将棋においては「指し切り」とも言う。最も単純な方式で、対局時間もあらかじめ定めた時間よりも延長しないこと、どのような対局時計でも対応していることから、アマチュアの大会、早指し、練習対局などで採用される。
シビアで緊張感がある一方、時間切れ間際では雑な手になりやすい、盤上の勝負と無関係な時間切れによる決着、終盤時間に追われた対局者による局面の乱雑化（駒や石の位置が正確に分からなくなる）、対局時計を叩きあう見苦しい状況などが起こりうるため、将棋や囲碁の公式プロ棋戦ではほとんど採用されない。
オセロは最大でも60手(初期に置かれている石が4つ、盤は8×8=64マスのため)なので、公式大会でも切れ負けが採用される。

### 秒読み
囲碁や将棋で主に行われる設定。持ち時間を使い終わった後も一定時間内に着手し続ければ時間切れにはならない方式で、時計係が秒数をカウントすることから「秒読み」と呼ばれる。すでに盤上でほぼ勝負がついている場合、次の手にほとんど時間をとる必要はないため、秒読みを採用することで「勝負に勝って試合で負ける」ような事態を避けることができる。
切れ負けの問題点を解消できる代わりに、採用するには時計係や秒読みに対応したデジタル式の対局時計が必要となる。加えて、対局終了の時間が定まらず、延々と続く可能性があるため、アマチュアの大会では進行の遅延を招くとして敬遠されがちである（決勝や準決勝など上位対局にのみ採用されるケースもある）。

### フィッシャーモード
あらかじめ定められた持ち時間に加え、一手ごとに決められた時間が加算されていく設定。加算時間より早く次の手を着手すると、残りの加算時間分持ち時間が増える点で秒読みと異なる。考案者であるボビー・フィッシャーから「フィッシャーモード (Fischer mode) 」と呼ばれ、「フィッシャールール」「フィッシャー方式」なとども呼ばれる。
秒読みと同様、切れ負け方式の問題点を解消した方式だが、対応したチェスクロックを必要とする。また、設定によっては持ち時間が増え続けるという事態も起こりうるが、チェスは将棋などに比べると一局が短いので、あまり弊害がない。また、公式な競技会で採用されるため、チェスクロックにはフィッシャーモードへの切り替えができる物もある。
チェスでは世界選手権からアマチュア大会まで広く採用されており、加算される時間は大会の規模などで調整されている。
将棋ではABEMAトーナメント（2018年スタート）や新銀河戦（2022年）、囲碁では南洋杯の他、韓国ではほとんどの棋戦、日本では新竜星戦（2021年スタート）で採用されており、ABEMAトーナメントでは対応した戦型も確立されている。

### カナダ式秒読み
通常の秒読みとは異なり、持ち時間を使い終わった後は、所定の時間内に所定の手数を着手する必要があり、時間内に着手が終わらないと切れ負けになる方式。切れ負けと秒読みの問題を緩和した設定である。
北米で開かれた囲碁のアマチュア棋戦のために考案された設定でアメリカ囲碁協会も採用している。日本でもアマチュア棋戦に採用されるようになり、対応した対局時計も登場している。

## 将棋

### 消費時間の計測
1分未満切り捨ての計時
プロ将棋の対局では多くの場合、記録係によりストップウォッチで計時され、実際に消費した時間から1分未満の部分を切り捨てたものが消費時間として記録される。このルールにより、最後の1分となった時でも、1手1分未満で指し続けられれば消費時間はゼロとなるので時間切れとはならないことになる。この1手1分未満で指し続けなければならなくなった状態は「1分将棋」と通称される。
対局では終局までにほとんどの棋士が持ち時間をほぼ使い切るが、展開によっては持ち時間をほとんど使わずに対局が終了することがあり、中には終局まで1手1分未満で指し続けて「自分の持ち時間を1分も使わずに勝利する」といった例も存在する。公式戦で記録が残っているものとしては、過去に関屋喜代作、灘蓮照、大平武洋の3人が達成している。
対局時計による計時
テレビ棋戦など持ち時間の短い棋戦では、計時に対局時計（チェスクロック）が用いられる。対局時計使用の対局では消費時間が秒単位で計測され、持ち時間を使い切るとそこから「1分将棋」や「30秒将棋」などになる。チェスクロックの操作はプロ棋戦では記録係が行い、アマチュアの大会では対局者自身が行うことが多い。1秒未満の消費時間は通常切り捨てとなるが、コンピュータ将棋では1手1秒未満で着手することが可能なため、「1手につき最低1秒は必ず消費する」ルールを採用する場合がある。
テレビ棋戦の銀河戦・NHK杯、および公開対局を行う日本シリーズ・達人戦（達人戦は決勝のみ）では、持ち時間を使い切った後は原則として1手30秒未満で指さなくてはならない。ただし、これらの棋戦では、規定の回数を限度として、1手に考える時間を30秒以上に延長することができる。この延長時間のことを考慮時間という。前記のいずれの棋戦も考慮時間は1分単位と規定されているが、1手に2回以上の考慮時間を連続して使ってもよい。たとえば、考慮時間を1回使えば1手に1分30秒考えることができ、3回連続で考慮時間を使えば1手に3分30秒考えることができる。なお、考慮時間を使用するか否かを対局者自身が宣言する必要はなく、対局者が指さないまま考慮時間に入った時点で記録係がその旨を告げる。
遅刻の取り扱い
日本将棋連盟の対局規定によれば、対局に遅刻をした場合、遅刻をした時間の3倍の時間、即ち10分遅刻なら30分、30分遅刻なら1時間半を持ち時間から差し引くことになっている。差し引かれる時間がその対局の持ち時間を上回った場合、あるいは1時間以上遅刻した場合は不戦敗となる。
なお対局者の一方が意図的なボイコットを事前に宣言している場合も運用上は遅刻扱いとなるため、対局の持ち時間が切れるまで不戦敗は確定しない（具体例として、2013年1月のマイナビ女子オープン準決勝・里見香奈対石橋幸緒戦などがある）。
休憩時間
ある程度持ち時間の長い対局の場合、途中に昼食・夕食の時間を必要とするため、その間は休憩時間となり持ち時間を消費しない。2017年現在、タイトル戦の番勝負を除き、昼食休憩・夕食休憩共に40分間（夕食休憩は原則として1日制で持ち時間5時間以上、あるいは2日制で持ち時間9時間以上の場合のみ。ただし対局開始が午後の場合（かつての叡王戦本戦など）は夕食休憩が設けられることもある）。また千日手や持将棋による引き分けの場合も、原則として指し直し局までの間30分間の休憩が取られる（ただタイトル戦の番勝負では、持将棋の場合即日指し直しを行わないことが多い）。

### 各棋戦の持ち時間
下表では、チェスクロック方式の対局で持ち時間を使い切った後に1手1分未満で指し続ける「1分将棋」に★印、1手30秒未満の「30秒将棋」に☆印、1手40秒未満の「40秒将棋」に(40)を付している。色付きはタイトル戦である。
| 棋戦             | 棋戦              | タイトル戦                                                                                    | 本戦                                                        | 予選                                                      |
| ---------------- | ----------------- | --------------------------------------------------------------------------------------------- | ----------------------------------------------------------- | --------------------------------------------------------- |
| 竜王戦           | 2023年度から      | 8時間（2日制、七番勝負）                                                                      | 5時間（挑戦者決定三番勝負、決勝トーナメント）               | 5時間★（ランキング戦） 3時間★（残留決定戦）               |
| 竜王戦           | 2022年度まで      | 8時間（2日制、七番勝負）                                                                      | 5時間（挑戦者決定三番勝負、決勝トーナメント）               | 5時間（ランキング戦） 3時間★（残留決定戦）                |
| 名人戦 順位戦    | 2022年度から      | 9時間（2日制、七番勝負）                                                                      | 6時間（順位戦A級） 6時間★（順位戦B級1組以下）               | 6時間（順位戦A級） 6時間★（順位戦B級1組以下）             |
| 名人戦 順位戦    | 2016年度-2021年度 | 9時間（2日制、七番勝負）                                                                      | 6時間（順位戦A級・B級1組） 6時間★（順位戦B級2組以下）       | 6時間（順位戦A級・B級1組） 6時間★（順位戦B級2組以下）     |
| 名人戦 順位戦    | 1968年度-2015年度 | 9時間（2日制、七番勝負）                                                                      | 6時間（順位戦）                                             | 6時間（順位戦）                                           |
| 名人戦 順位戦    | 1950年度-1967年度 | 10時間（2日制、七番勝負）                                                                     | 7時間（順位戦）                                             | 7時間（順位戦）                                           |
| 名人戦 順位戦    | 1949年度          | 8時間（1日制、五番勝負）                                                                      | 7時間（順位戦）                                             | 7時間（順位戦）                                           |
| 名人戦 順位戦    | 1947年度-1948年度 | 8時間（1日制、七番勝負）                                                                      | 7時間（順位戦）                                             | 7時間（順位戦）                                           |
| 名人戦 順位戦    | 1940年度-1946年度 | 15時間（3日制、七番勝負）                                                                     | －                                                          | －                                                        |
| 王位戦           | 王位戦            | 8時間（2日制、七番勝負）                                                                      | 4時間（挑戦者決定戦、紅白リーグ、予選）                     | 4時間（挑戦者決定戦、紅白リーグ、予選）                   |
| 叡王戦           | 2021年度から      | 4時間★（1日制、五番勝負）                                                                     | 3時間★（本戦トーナメント）                                  | 1時間★（段位別予選）                                      |
| 叡王戦           | 2020年度まで      | （1日制、七番勝負） (1-2局/3-4局/5-6局のいずれか) 1時間★(同日2局)/3時間★/5時間★ (第7局)6時間★ | 3時間★（挑戦者決定三番勝負、本戦トーナメント）              | 1時間★（段位別予選）                                      |
| 王座戦           | 2019年度から      | 5時間★（1日制、五番勝負）                                                                     | 5時間★（挑戦者決定トーナメント、二次予選、一次予選）        | 5時間★（挑戦者決定トーナメント、二次予選、一次予選）      |
| 王座戦           | 2018年度まで      | 5時間（1日制、五番勝負）                                                                      | 5時間（挑戦者決定トーナメント、二次予選、一次予選）         | 5時間（挑戦者決定トーナメント、二次予選、一次予選）       |
| 棋王戦           | 棋王戦            | 4時間（1日制、五番勝負）                                                                      | 4時間（挑戦者決定二番勝負、挑戦者決定トーナメント、予選）   | 4時間（挑戦者決定二番勝負、挑戦者決定トーナメント、予選） |
| 王将戦           | 2022年度から      | 8時間（2日制、七番勝負）                                                                      | 4時間★（挑戦者決定リーグ）                                  | 3時間★（二次予選、一次予選）                              |
| 王将戦           | 2021年度まで      | 8時間（2日制、七番勝負）                                                                      | 4時間（挑戦者決定リーグ）                                   | 3時間（二次予選、一次予選）                               |
| 棋聖戦           | 2010年度から      | 4時間（1日制、五番勝負）                                                                      | 4時間（決勝トーナメント）                                   | 3時間（二次予選） 1時間★（一次予選）                      |
| 棋聖戦           | 2009年度まで      | 4時間（1日制、五番勝負）                                                                      | 4時間（決勝トーナメント）                                   | 3時間（最終予選、二次予選、一次予選）                     |
| 棋戦             | 棋戦              | 本戦（決勝）                                                                                  | 本戦（準決勝まで）                                          | 予選                                                      |
| 朝日杯オープン戦 | 朝日杯オープン戦  | 40分★（本戦トーナメント、二次予選、一次予選）                                                 | 40分★（本戦トーナメント、二次予選、一次予選）               | 40分★（本戦トーナメント、二次予選、一次予選）             |
| 銀河戦           | 銀河戦            | 15分☆（考慮時間10回）（決勝トーナメント、本戦トーナメント）                                   | 15分☆（考慮時間10回）（決勝トーナメント、本戦トーナメント） | 25分☆                                                     |
| NHK杯            | 2011年度から      | 10分☆（考慮時間10回）（本戦トーナメント）                                                     | 10分☆（考慮時間10回）（本戦トーナメント）                   | 20分☆                                                     |
| NHK杯            | 2010年度まで      | 15分☆（考慮時間10回）（本戦トーナメント）                                                     | 15分☆（考慮時間10回）（本戦トーナメント）                   | 20分☆                                                     |
| 日本シリーズ     | 日本シリーズ      | 10分☆（考慮時間5回）                                                                          | 10分☆（考慮時間5回）                                        | －                                                        |
| 新人王戦         | 2006年度から      | 3時間（三番勝負）                                                                             | 3時間                                                       | －                                                        |
| 新人王戦         | 2005年度まで      | 5時間（三番勝負）                                                                             | 4時間                                                       | 1時間（奨励会予選）                                       |
| 加古川青流戦     | 加古川青流戦      | 1時間★（三番勝負）                                                                            | 1時間★                                                      | -                                                         |

| 女流棋戦             | 女流棋戦             | タイトル戦 | タイトル戦          | 本戦                                                 | 予選                                                         |
| -------------------- | -------------------- | ---------- | ------------------- | ---------------------------------------------------- | ------------------------------------------------------------ |
| 白玲戦、女流順位戦   | 白玲戦、女流順位戦   | 4時間★     | （1日制、七番勝負） | 3時間★(女流順位戦A級・B級) 2時間★(女流順位戦C級以下) | 3時間★(女流順位戦A級・B級) 2時間★(女流順位戦C級以下)         |
| 清麗戦               | 清麗戦               | 4時間★     | （1日制、五番勝負） | 3時間★                                               | 2時間★                                                       |
| マイナビ女子オープン | マイナビ女子オープン | 3時間★     | （1日制、五番勝負） | 3時間★                                               | 40分★（トーナメント） 30分☆（予備予選）                      |
| 女流王座戦           | 女流王座戦           | 3時間      | （1日制、五番勝負） | 3時間（トーナメント）                                | 3時間★（二次予選） 40分★（一次予選） 15分☆（アマチュア予選） |
| 女流名人戦           | 女流名人戦           | 3時間      | （1日制、五番勝負） | 2時間（女流名人リーグ、予選）                        | 2時間（女流名人リーグ、予選）                                |
| 女流王位戦           | 女流王位戦           | 4時間      | （1日制、五番勝負） | 3時間（挑戦者決定戦、紅白リーグ）                    | 2時間                                                        |
| 女流王将戦           | 2018年度から         | 3時間★     | （1日制、三番勝負） | 25分(40)（本戦、予選）                               | 25分(40)（本戦、予選）                                       |
| 女流王将戦           | 2010年度-2017年度    | 25分(40)   | （1日制、三番勝負） | 25分(40)（本戦、予選）                               | 25分(40)（本戦、予選）                                       |
| 女流王将戦           | 2009年度             | 25分(40)   | （1日制、三番勝負） | 25分(40)（選抜による本戦のみ）                       | 25分(40)（選抜による本戦のみ）                               |
| 女流王将戦           | 2008年度まで         | 3時間      | （1日制、五番勝負） | 2時間（本戦、予選）                                  | 2時間（本戦、予選）                                          |
| 倉敷藤花戦           | 倉敷藤花戦           | 2時間★     | （1日制、三番勝負） | 2時間★（トーナメント）                               | 2時間★（トーナメント）                                       |

### 歴史
昭和の初めまでは、持ち時間制は採用されていなかった模様である。
かつては非常に長い持ち時間の棋戦も多く、最初のタイトル戦である名人戦では、持ち時間15時間の3日制を採用していた。また、「南禅寺の決戦」として知られる坂田三吉と木村義雄の対局では、持ち時間を30時間と設定し、7日間にわたる対局となっている。
21世紀に入ってから持ち時間が短縮された例がある。2005年に新人王戦の持ち時間が4時間から3時間になった。2007年には朝日オープン将棋選手権が朝日杯将棋オープン戦に移行された際、持ち時間が3時間（1分未満は切り捨て）から40分（対局時計使用）に大きく短縮されている。2009年には棋聖戦の一次予選の持ち時間が1時間（対局時計使用）に短縮されている。
第75期順位戦からは、B級2組以下はチェスクロック方式に変更された。近年、将棋は前述のように早指し化傾向にあるが、第75期順位戦の変更では昼食、夕食休憩を短縮した関係や記録係を務める奨励会員の負担を軽減するためである。

### 指し直し局の持時間
日本将棋連盟の対局規定では、千日手や持将棋の成立による指し直し局の持時間は成立時の残り時間を引き継ぐものと定められている。なお対局者のどちらか一方または双方の残り時間が1時間未満であった場合は、残り時間が少ない方の対局者の持時間が1時間となるように両対局者の持時間に同じ時間を加算する。ただし本来の持時間を超えて加算されることはない。再度指し直しとなった場合も同様の措置を採る。
タイトル戦番勝負においては、竜王戦（2日目午前の指し直し）や名人戦の指し直し局では、少ない方の持ち時間を2時間になるように加算調整すると規定している。
また早指し棋戦等、持時間が1時間以下の棋戦の指し直し局の持時間の扱いについては棋戦ごとの実行規定に定められている。

### その他
対局者が秒読みの最中に駒を手から落とした場合には、指で盤面部分を押さえ、どう指すかを言えば着手の代用と認められる（日本将棋連盟対局規定第5条）。
早指しは若手が有利とされていたが、ABEMAトーナメントでは次第に戦型が確立されたことで必ずしも若手有利ではなくなったという。
羽生善治によれば、ABEMAトーナメントのような超早指しではフィジカルスポーツのような感覚に近くなり、安定したパフォーマンスを発揮するのが難しく、調子の波が大きくなるという。

## 囲碁

### 歴史
江戸時代には持ち時間といった概念はなく、数日がかりの対局も行われていた。対局に持ち時間制を設けたのは1922年（大正11年）に設立された裨聖会で、当時盛んになり出した労働運動で8時間労働が唱えられていたことを参考に、1日各8時間で二日打切りとして、持ち時間を各16時間とした。たとえば1926（大正15）年に打たれた本因坊秀哉－雁金準一戦は持ち時間各16時間、秒読みなしで打たれ、雁金の時間切れ負けに終わっている。その後、1924年に設立された日本棋院の棋戦では持ち時間制は無く、棋戦によっては16時間、15時間、13時間などが用いられるが、これらは実際は二日では終わらず三日がかりの対局だった。1938（昭和13）年の秀哉引退碁は、各40時間という長い持ち時間が設定されている。
1937年に行われた本因坊引退碁挑戦者決定リーグ戦では各12時間、同年から開始された第1期本因坊戦では各11時間、決勝六番勝負が13時間となった。本因坊戦は1953年の第8期から、挑戦手合は各10時間二日打切りとなる。1954年開始の早碁名人戦では各4時間が採用されるなど、持ち時間短縮の傾向が進む。1988年開始の世界囲碁選手権富士通杯では各3時間となり、世界戦や中国、韓国などの棋戦では3時間が主流となった。さらに2010年アジア競技大会では各1時間となるなど、スポーツとしての時間短縮化も進んでいる。

### 規定
秒読み
囲碁界における秒読みには、持ち時間を使い切ってから秒読みに入る形式と、残りの持ち時間が一定の数に達した時に秒読みに入る形式がある。現行の日本の棋戦では、持ち時間が3-5時間の棋戦では残り5分、持ち時間が8時間の棋戦では残り10分になった時点で秒読みに入る。それより持ち時間が短い棋戦では、棋戦によって扱いが異なる。特に断りが無い場合は、秒読みは1分単位である。
また、秒読み中でも、相手の手番の際に中座しその間に相手が打着した場合、秒読みには加算しない（戻ってから秒読みを再開する）。
初手から秒読みに入る形式の早碁棋戦も日本では多く、特に持ち時間なし・1手30秒の秒読みと1分の考慮時間10回という形式は、NHK杯テレビ囲碁トーナメントをはじめ多くの棋戦で採用されており、「NHK杯方式」とも呼ばれる。
なお、かつては最後の1分の秒読みであっても、1分が経過したのち「打ってください」と記録係に言われてから着手すれば時間切れ負けにはならなかった。しかし、それでは事実上時間切れになっていることから、1963年より最後の秒を読まれた時点で時間切れ負けになる現行の方式に切り替わった。
昼食休憩・対局中の外出
かつてはタイトル戦・テレビ棋戦などを除き各45分の昼食休憩時間が与えられていた。しかし、棋士間では「国際標準に合わせたい」ということもあって昼食休憩の廃止の意見があり、2022年4月1日より、日本棋院では持ち時間3時間以内の対局では昼休憩（45分）を廃止した。食事をしたい棋士は自身の持ち時間内で食べることになった。
2021年1月1日からは、囲碁AIの不正利用対策として、日本棋院では対局中の外出も禁止とした。
計点制ルール
台湾の一部棋戦で用いられる計点制ルール（応昌期ルール）では、「持ち時間を使い切っても、2目のコミを支払うことで持ち時間が追加される」という特殊なルールが採用されている。応昌期の「時は金なり」という信念によってこの規定は発案されたという。
切れ負け
秒読み普及後のプロ棋戦ではまず採用されないが、アマチュア棋戦では切れ負けが採用されることも多い。しかし、囲碁は終局が双方の合意によって成立するため、相手の時間切れを狙って無意味な手を打ち続けることが可能である。そのため、切れ負けが採用されているアマチュア棋戦では、終局に合意せず無意味な着手を続ける行為は多くの場合禁止されている。単純な秒読みでは対局時間が長くなりやすいため、カナダ式秒読みを採用する例もある。

### 棋戦ごとの持ち時間
以下は日本の棋戦。
| 棋戦名     | 挑戦手合・決勝戦                    | 本戦                                | 予選                                     |
| ---------- | ----------------------------------- | ----------------------------------- | ---------------------------------------- |
| 棋聖戦     | 8時間（2日制）                      | 5時間（Sリーグ・挑決T）             | 4時間（Aリーグ） 3時間（B・Cリーグ、FT） |
| 名人戦     | 8時間（2日制）                      | 5時間（リーグ戦）                   | 5時間（最終予選） 3時間（予選A・B・C）   |
| 本因坊戦   | 3時間（1日制）                      | 3時間                               | 3時間                                    |
| 十段戦     | 3時間（1日制）                      | 3時間                               | 3時間                                    |
| 天元戦     | 3時間（1日制）                      | 3時間                               | 3時間                                    |
| 王座戦     | 3時間（1日制）                      | 3時間                               | 3時間                                    |
| 碁聖戦     | 4時間（1日制）                      | 3時間                               | 3時間                                    |
| 阿含桐山杯 | 1時間30分（決勝）                   | 2時間                               | 1時間                                    |
| 新人王戦   | 3時間                               | 3時間                               | 3時間                                    |
| 王冠戦     | 4時間                               | 4時間                               | 3時間                                    |
| NHK杯      | 初手から1手30秒、1分×10回の考慮時間 | 初手から1手30秒、1分×10回の考慮時間 |                                          |
| 竜星戦     | 初手から1手30秒、1分×10回の考慮時間 | 初手から1手30秒、1分×10回の考慮時間 | 1時間                                    |

## チェス

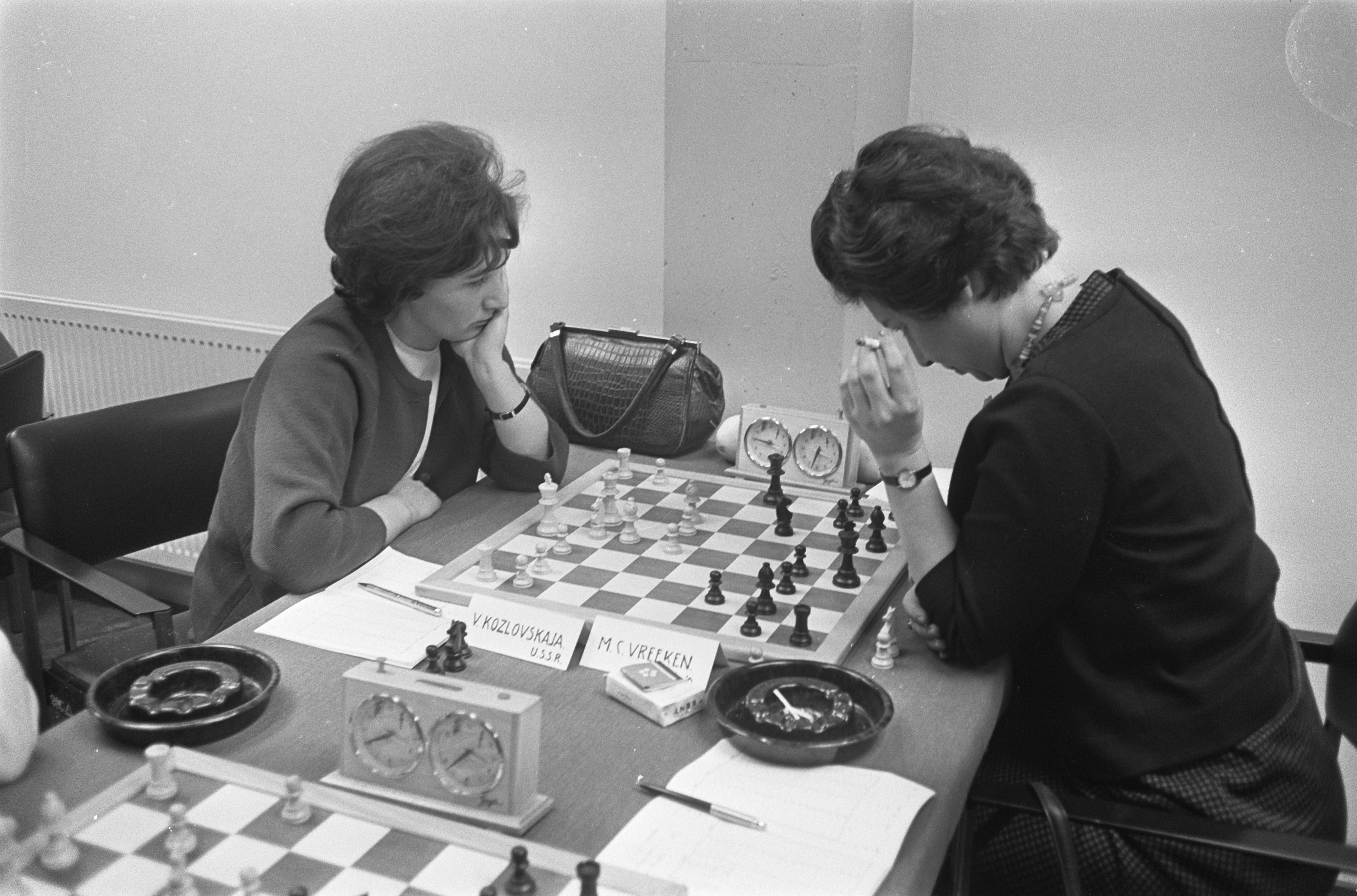
後手（黒）の右側に置かれた対局時計（1968年）

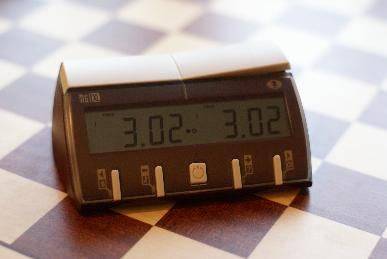
FIDEの認定マークが付いた対局時計

チェスでは19世紀中ごろから持ち時間の制限が始まり、時間を公平に測るため砂時計が使用された。自分の手番が終わると時計を逆さまにして、砂が落ちきったら負けとされていた。
1866年、アドルフ・アンデルセンとヴィルヘルム・シュタイニッツの試合で、2つのストップウォッチが使用された。立会人がそれぞれの一手ずつの消費時間を記録し、それを合計するというものだった。砂時計よりも細かく測れるため競技会で広まったが、人間が操作することから選手との関係などで手加減が入り揉めごとも多かった。
1890年代ごろからは時計を改造したチェスクロックが考案され、対局者がボタンを押すことで外部の干渉を無くすことができた。しかし時計を机のどちら（の利き手側）に置くかで揉めたことから、後手の右側に配置することでハンデの解消とした（チェスでは後手が明確に不利）。
1970年代にはデジタル時計の普及により、デジタル時計の機能を利用したチェスクロックが登場した。これにより持ち時間の加算や細かな時間設定も可能となった。
主要国際大会の持ち時間は第二次世界大戦ごろまでは「30手2時間、そこで指しかけの後15手につき1時間ずつ延長」が多かった。第二次世界大戦後は「40手2時間半、16手につき1時間ずつ延長」となり、さらに「40手2時間、20手につき1時間ずつ延長」と短縮された。
1990年代にはボビー・フィッシャーが1手ずつ持ち時間を追加する「フィッシャーモード」を提唱、1992年の対ボリス・スパスキー戦で初めて使用し、この方式は急速に普及した。このため現代のチェスクロックの上位機種は必ずデジタル式で、フィッシャーモードでの追加時間を1秒単位で設定できることが必須となる。FIDEでは公式の競技会で使用できるチェスクロックに認定を行っている。
1990年代後半になるとコンピュータ解析の発達によって指しかけも廃止され、「40手2時間、41手目に1時間追加、61手目に30分追加（計3時間半）」を一気に行なう「7時間セッション」と呼ばれる方式が定着した。またこれにフィッシャーモードを加える場合も多い。
世界選手権などFIDEの主要大会でも同じであったが、FIDEは2000年から「90分、初手から1手につき30秒追加」、つまり一人あたり平均2時間弱という短い持ち時間（「FIDE持ち時間」などと呼ばれる）を主要な公式大会で適用した。しかし伝統的なやり方に拘る地域では不評で、2008年からは41手目に30分を加えることにしたが、まだ一人あたり2時間半弱である。この間もずっとクラシカルの世界選手権マッチ、主要招待大会、伝統的なクラブ対抗戦などは7時間セッションで行われていた。
2016年現在、世界チェス選手権大会などでは「40手120分、41手目に60分追加、61手目に15分追加、さらに61手目以降は1手につき30秒追加」の方式となっており7時間セッションに近い持ち時間に戻った。
非公式の競技会などでは、事情に合わせて持ち時間を短縮したり、指導対局では生徒側の持ち時間を習熟度や練習メニューに合わせ変更することもある。

## 持ち時間と戦略
持ち時間が足りなくなってくると、対局者の思考は時間不足や焦りなどからしばしば乱れ、それによって勝敗が逆転してしまうケースは、プロ同士であっても珍しくない。考え出せばキリがない局面では時間を使わずに局面の知識や勘で着手し、時間を使えば優位を得ることができそうな局面や勝負所でのみ時間を投入するというような時間配分戦略も、持ち時間ありの対局では必要になることがある。
また、相手方が自身の着手を考えている時間にも自身の着手を考えておくことや、秒読みにおいては自身の着手が決まってもギリギリまで着手せずに先を読むことも、時間節約のために有用な技術である。
秒読み対局では、相手に特定の応手を強制する着手で考慮する時間をキープする「時間つなぎ」も、しばしば行われる。ただし、ほんのわずかな局面のずれが勝敗に直結する将棋・チェスでは無意味な時間つなぎが即負けにつながるケースが多く、めったなことでは行えない（千日手になる状態を利用することで、局面に影響させず行うことは可能）。囲碁では比較的時間つなぎのリスクは少ないが、コウ材を使ってしまうために不利をもたらす可能性がある。
他方で、あえて時間を使い切り、自身を秒読みに追い込むことで集中力を保つことができるという面もあり、各人にあった時間戦略が必要となる。
前述のように早指しでは通常の対局と異なる戦型が主流となることもある。
ただし、前述のように、囲碁において終局に同意せずに相手の時間切れを狙うのはマナー違反ないしは禁止行為であり、持ち時間戦略にも節度が求められる。チェスにおいても相手が自分をチェックメイトできる戦力がない状態での時間切れは負けではなく引き分けとなる。